# Генрі Ушер
Генрі Ушер (англ. Henry Ussher, 1741—1790) — ірландський математик і астроном, перший ендрюсівський професор астрономії в Триніті-коледжі Дубліна. Один із творців Дансінкської обсерваторії і її перший директор.

## Життєпис
Генрі був четвертим сином Семюеля Ушера, священика з Данґанстауна, графство Віклов, і його дружини Френсіс Волш. 1761 року здобув у Триніті-коледжі Дубліна ступінь бакалавра, 1764 року — магістра, 1779 року — бакалавра богослов'я і доктора богослов'я. У 1769—1770 роках був Донегалльським лектором математики в Триніті-коледжі.
1783 року призначений директором створюваної Дансінкської обсерваторії і першим ендрюсівським професором астрономії, після чого вирушив до Лондона, щоб замовити в оптика Джессі Рамсдена інструменти для майбутньої обсерваторії. Серед замовлених інструментів були малий телескоп з ахроматичним об'єктивом, встановлений на полярній осі з геліостатичним рухом; екваторіальне коло та інші. Ушер вибрав місце для будівництва обсерваторії в Дансінку під Дубліном, розробив проєкт будівлі і керував будівництвом.
1785 року Ушера обрано членом Лондонського королівського товариства, а раніше — членом Ірландської королівської академії.
Помер у Дубліні 8 травня 1790 року і похований у каплиці Триніті-коледжу.
Документи, внесені Ушером у «Праці Королівської ірландської академії», включали «Спостереження за зникненням і повторною появою кілець Сатурна 1789 року». Ушер обчислив період обертання планети навколо своєї осі — 10 год 12,5 хв. Був одруженим з Мері Берн і залишив трьох синів і п'ять дочок. Старший його сином — адмірал Томас Ушер.